# Dagsådalens skjutfält
Dagsådalens skjutfält är ett militärt skjutfält som är beläget ca 5 km norr om Östersunds centrum och ligger inom Östersunds kommun och Krokoms kommun.

## Historik
Bakgrunden till skjutfältet går tillbaka till när kasernetablissementet uppfördes till Jämtlands fältjägarregemente. Skjutfältet omfattade då ett område strax norr om kasernområdet intill Litsvägen. År 1936 utvidgades övningsområdet, då mark anskaffades väster om stora skjutbanan för ett fältskjutningsområde. År 1944 togs ett område öster om stora skjutbanan i anspråk för en Kulsprutebana. Senare under 1940-talet köpte staten ytterligare mark för skjutfält i Dagsåsdalen och Nifsåsen och efter hand har övningsområdet utvidgats ytterligare för att sträcka sig norr ut till byn Kläppe. Söder om E14 och väster om E45 ligger den gamla stora skjutbanan. Den nya och befintliga skjutbanan ligger cirka 3 km norrut väster om E45.

## Verksamhet
Dagsådalens skjutfält kom fram till 2005 att användas av garnisonens ingående förband och främst av Jämtlands fältjägarregemente (I 5) och Norrlands artilleriregemente (A 4). Efter att garnisonen avvecklades kom verksamheten främst inriktas mot hemvärnsförband och frivilligorganisationer. Från 2006 förvaltas skjutfältet av Norrbottens regemente, men används främst av Fältjägargruppen som är en del av Norra militärregionen.